# Loek Bos

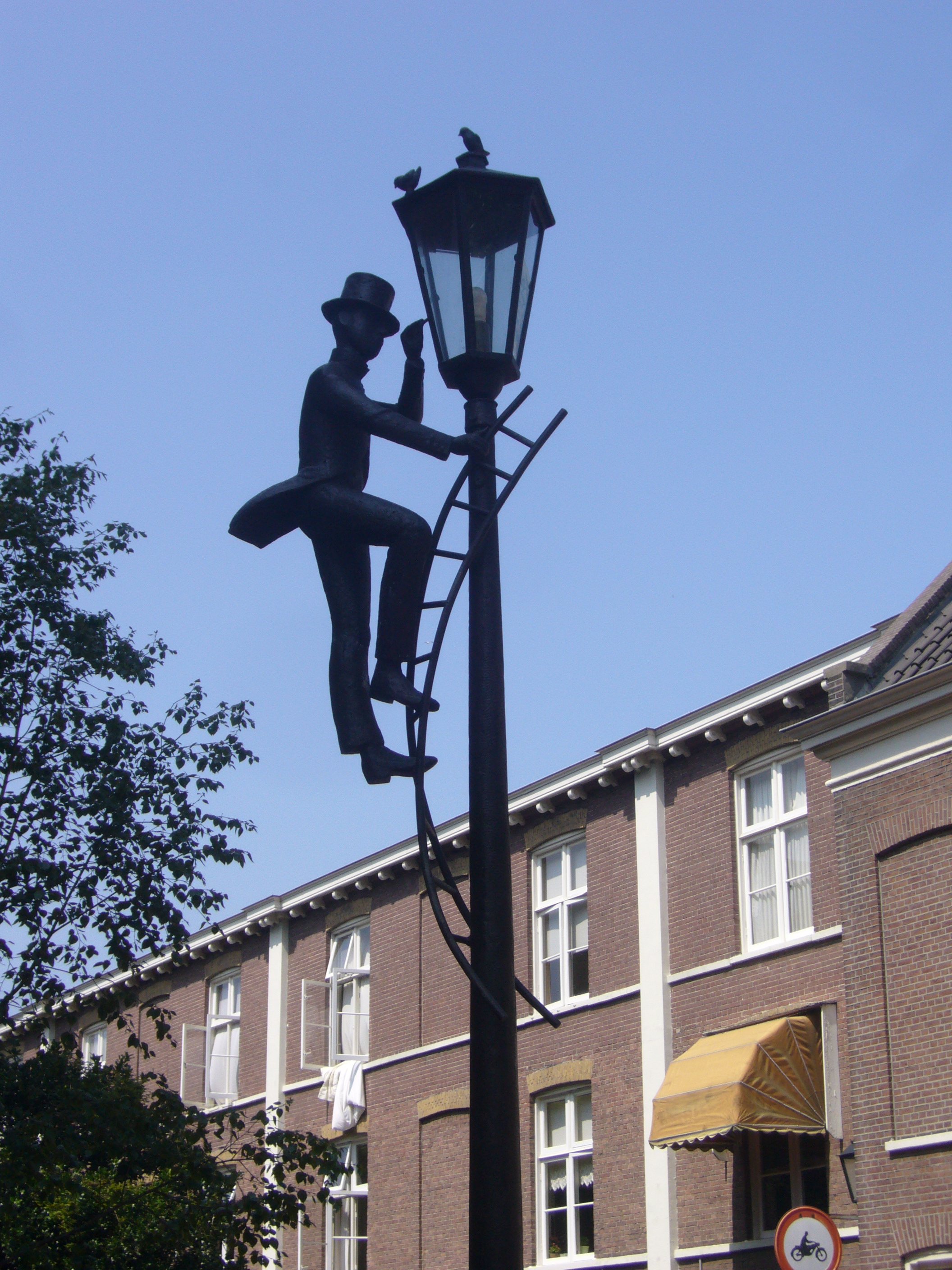
De lantaarnaansteker, 2008

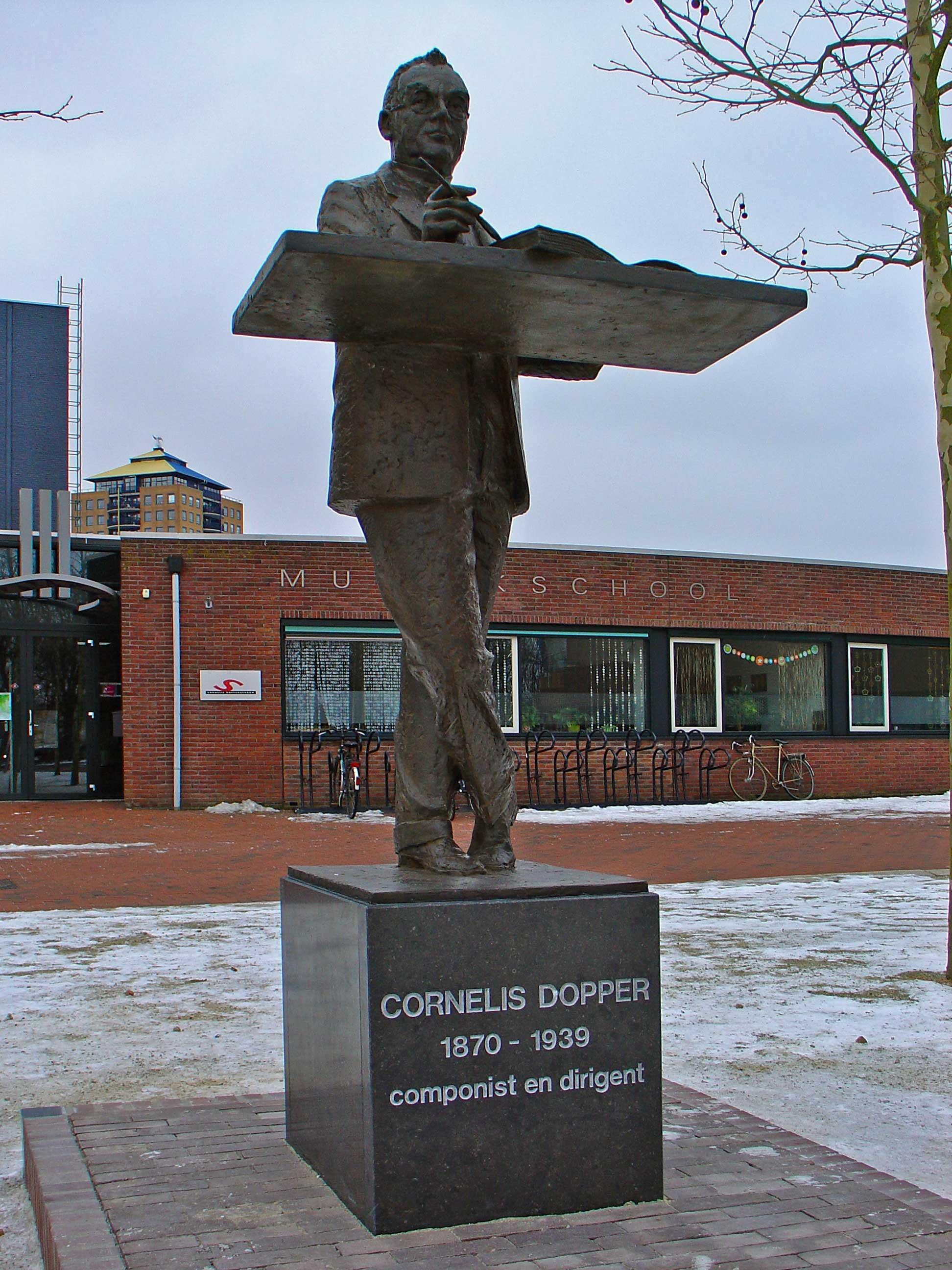
Standbeeld van de componist en dirigent Cornelis Dopper in Stadskanaal (2010)

Loek Bos (Den Haag, 4 november 1946) is een Nederlandse tekenaar, kunstschilder en beeldhouwer.

## Biografie
De vader van Loek Bos onderhoudt het in 1920 opgerichte Museum van reproducties van beeldhouwkunst in de Koninklijke Academie van Beeldende Kunsten in Den Haag. Zo komt hij al vroeg met klassieke kunst in aanraking. Na zijn lagere school gaat Loek voor een priesteropleiding naar het seminarie, maar zijn leven krijgt een andere draai en hij gaat eerst in winkels werken.
Als hij zelf op de Academie zit leert Loek Bos vooral veel van schilder en emailleur Go de Kroon, maar ook van Bram Roth en Ber Mengels. In 1976 behaalt hij de onderwijsakten MO-A en MO-B en gaat les geven op het Rijnlands Lyceum Sassenheim. Hij houdt zijn eerste solotentoonstelling in Den Haag en zijn eerste groepstentoonstelling in Delft, samen met Ineke van der Burg, Theo Jansen, Jan Nikkels, Aris Roskam, Chris van Tol en Maarten van Welbergen. In 1977 wordt hij werkend lid van de Haagsche Kunstkring.
In 1990 geeft hij zijn leraarsbaan op en wordt zelfstandig kunstenaar. Veel van zijn werken in de openbare ruimte zijn te vinden in Den Haag, maar hij heeft bijvoorbeeld ook het beeld gemaakt van Toon Hermans in Sittard, levensgroot, met een microfoon in de hand. Van 1990 tot 2000 leidt hij een arbeidsproject in de gevangenis van Scheveningen, waarbij de gedetineerden leren speelgoed te maken.
Naast werk in opdracht maakt hij ook veel kleinplastiek. 
In 1998 wordt Bos lid van Pulchri Studio, in 2003 wordt hij daar voorzitter en in 2003 en 2006 houdt hij daar een tentoonstelling.

## Portretten
Enkele van zijn beelden zijn:
- Hans Dijkstal, voormalig minister van Binnenlandse Zaken
- Paul van Vliet, in theater PePijn in Den Haag (2005).
- Toon Hermans, in Sittard
- Aad Mansveld, in het nieuwe stadion van ADO Den Haag
- Cornelis Dopper, in Stadskanaal (2010)
- De Lantaarnaansteker op het toegangsplein naar de hofjes Schuddegeest en Mallemolen in Den Haag (2008).
- Louis Couperus (2017: borstbeeld) [oplage: maximaal 20 genummerde exemplaren]